# Noren

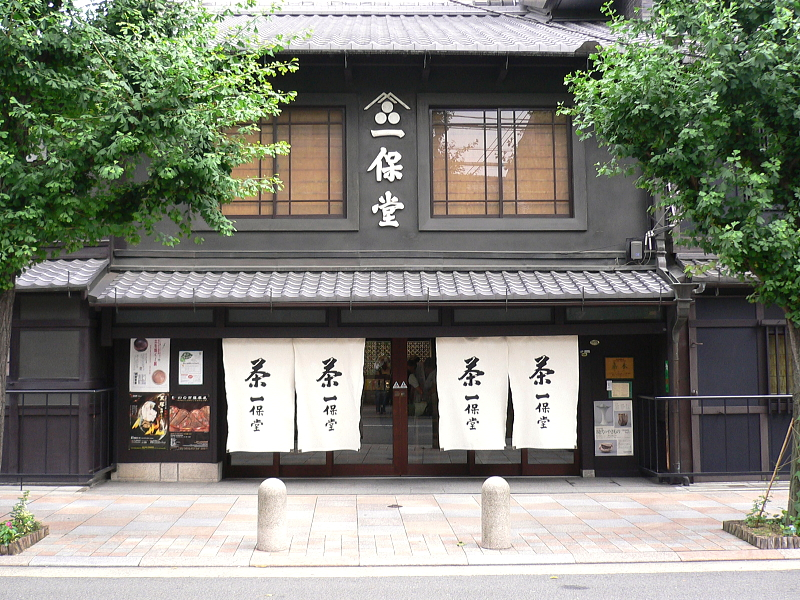
Noren de la boutique de thé à Kyoto, Japon.

Un noren (暖簾) est un court rideau fendu en tissu que l'on accroche à la porte d'entrée des magasins, des restaurants ou des maisons au Japon. Il porte généralement le mon de la famille ou sert d'enseigne au commerçant et est un symbole de respectabilité.